# Epicrionops
Epicrionops là một chi động vật lưỡng cư trong họ Rhinatrematidae, thuộc bộ Gymnophiona. Chi này có 8 loài và không bị đe dọa tuyệt chủng.

## Danh sách loài
- Epicrionops bicolor Boulenger, 1883
- Epicrionops columbianus (Rendahl & Vestergren, 1939)
- Epicrionops lativittatus Taylor, 1968
- Epicrionops marmoratus Taylor, 1968
- Epicrionops niger (Dunn, 1942)
- Epicrionops parkeri (Dunn, 1942)
- Epicrionops peruvianus (Boulenger, 1902)
- Epicrionops petersi Taylor, 1968